# 親衛隊第29師 (俄羅斯)
親衛隊第29「羅納」武裝擲彈兵師（俄羅斯第1師）（德語：29. Waffen-Grenadier-Division der SS „RONA“ (russische Nr. 1)）也称卡明斯基旅，是納粹德國武裝親衛隊的一個步兵師，由俄羅斯戰俘中的志願者組成。它成立於1941年底，称「党卫队俄罗斯民族解放军突击旅」。當時担任輔助警察，有200名人員。到1943年中期，其人數已增至10,000-12,000人，配備繳獲的蘇聯坦克和火砲。

## 歷史
該部隊領導人布羅尼斯拉夫·卡明斯基將其命名為俄羅斯民族解放軍（羅馬化：Russkaya Osvoboditelnaya Narodnaya Armiya, (RONA)）。後於1944年7月更名為以其旅長布羅尼斯拉夫·卡明斯基冠名的「卡明斯基旅」，1944年8月1日又正式升格為師，隨後投入鎮壓華沙起義的行動。「卡明斯基旅」乃至該師在戰爭期間犯下多起強姦、搶劫、屠殺和縱火等諸多暴行，最終因為卡明斯基本人在指揮該師時侵佔贓物而未上繳，被處以死刑，該師也因被認為可靠度存疑而解編打散，多數人員組成迪勒萬格旅。親衛隊第29師的番號則轉給新組成的義大利親衛隊師。
從1944年11月起，該旅的殘部（一些消息來源估計其兵力高達2,000人）被調往明辛根軍事訓練營，並組成第600（俄羅斯）步兵師，隸屬於安德烈·弗拉索夫将军的俄羅斯解放軍。前第29師被用來組成該師的一個團，隨行平民被派往波美拉尼亞工作。
第二次世界大戰欧洲战场結束後，一些前第29師的被俘人員被西方盟國遣返回蘇聯。1946年底，蘇聯軍事法庭判處伊凡·弗羅洛夫和其他幾人死刑。在1950年代和1960年代的蘇聯，也發現了數十名其他前成員，其中一些還被定罪並被判處死刑。最後一位被起訴的第29師人員是安東尼娜·馬卡洛娃，她至少執行了168起（很可能有大約1500起）枪决。馬卡洛娃於1978年被捕。她被审判犯有叛國罪，被判死刑，並於1979年被處決。